# Krāslava (stacja kolejowa)
Krāslava ros. Краслава) – stacja kolejowa w miejscowości Krāslavas stacija, w gminie Krasław, na Łotwie. Położona jest na linii Witebsk - Dyneburg.
Nazwa pochodzi od pobliskiego miasta Krasław. Obecnie jest to stacja końcowa dla pociągów pasażerskich z Rygi

## Historia
Stacja została otwarta w XIX w. na drodze żelaznej dynebursko-witebskiej, pomiędzy stacjami Malinówka i Baltyn. Początkowo nosiła nazwę Krasławka.